# Lola LC91
Lola LC91 (fabryczne oznaczenie T91/30) – samochód Formuły 1, zaprojektowany przez Erika Broadleya oraz Marka Williamsa i skonstruowany przez Lola Cars dla zespołu Larrousse F1. Samochód był napędzany przez silniki Ford Cosworth DFR V8 o pojemności 3494 cm³. Kierowcami modelu byli Éric Bernard i Aguri Suzuki, a także zastępujący Bernarda pod koniec sezonu Bertrand Gachot. Larrousse w ciągu całego sezonu zdobył dwa punkty.

## Wyniki w Formule 1
| Sezon | Zespół       | Silnik | Kierowcy        | Wyniki w poszczególnych eliminacjach | Wyniki w poszczególnych eliminacjach | Wyniki w poszczególnych eliminacjach | Wyniki w poszczególnych eliminacjach | Wyniki w poszczególnych eliminacjach | Wyniki w poszczególnych eliminacjach | Wyniki w poszczególnych eliminacjach | Wyniki w poszczególnych eliminacjach | Wyniki w poszczególnych eliminacjach | Wyniki w poszczególnych eliminacjach | Wyniki w poszczególnych eliminacjach | Wyniki w poszczególnych eliminacjach | Wyniki w poszczególnych eliminacjach | Wyniki w poszczególnych eliminacjach | Wyniki w poszczególnych eliminacjach | Wyniki w poszczególnych eliminacjach | Wyniki kierowców | Wyniki kierowców | Wyniki konstruktora | Wyniki konstruktora |
| 1991  |              |        |                 | Stany Zjednoczone                    | Brazylia                             | San Marino                           | Monako                               | Kanada                               | Meksyk                               | Francja                              | Wielka Brytania                      | Niemcy                               | Węgry                                | Belgia                               | Włochy                               | Portugalia                           | Hiszpania                            | Japonia                              | Australia                            | Pkt.             | Msc.             | Pkt.                | Msc.                |
| ----- | ------------ | ------ | --------------- | ------------------------------------ | ------------------------------------ | ------------------------------------ | ------------------------------------ | ------------------------------------ | ------------------------------------ | ------------------------------------ | ------------------------------------ | ------------------------------------ | ------------------------------------ | ------------------------------------ | ------------------------------------ | ------------------------------------ | ------------------------------------ | ------------------------------------ | ------------------------------------ | ---------------- | ---------------- | ------------------- | ------------------- |
| 1991  | Larrousse F1 | Ford   | Éric Bernard    | NU                                   | NU                                   | NU                                   | 9                                    | NU                                   | 6                                    | NU                                   | NU                                   | NU                                   | NU                                   | NU                                   | NU                                   | NZ                                   | NU                                   | NPK                                  | -                                    | 1                | 21               | 2                   | 11                  |
| 1991  | Larrousse F1 | Ford   | Bertrand Gachot | -                                    | -                                    | -                                    | -                                    | -                                    | -                                    | -                                    | -                                    | -                                    | -                                    | -                                    | -                                    | -                                    | -                                    | -                                    | NZ                                   | 0 (4)            | 13               | 2                   | 11                  |
| 1991  | Larrousse F1 | Ford   | Aguri Suzuki    | 6                                    | NU                                   | NU                                   | NU                                   | NU                                   | NU                                   | NU                                   | NU                                   | NU                                   | NU                                   | NZ                                   | NZ                                   | NU                                   | NZ                                   | NU                                   | NZ                                   | 1                | 22               | 2                   | 11                  |